# Raïssa Tchebanika
Raïssa Tchebanika (russe : Раиса Чебаника), née le 5 juillet 1964 à Olănești (en) (République socialiste soviétique moldave), est une pongiste handisport russe d'origine moldave concourant en classe 6 pour les athlètes ayant une atteinte des membres inférieurs. Elle est championne paralympique de sa catégorie lors des Jeux de 2012.

## Biographie
Raïssa Tchebanika est née avec une paralysie cérébrale. Elle s'installe en Russie en 1998.

## Carrière
Elle participe à ses premiers Jeux en 2004 à Athènes, où elle ne dépasse pas le stade du premier tour, battue lors de ses deux matchs de poule en individuel. Aux Jeux de 2012, Tchebanika remporte l'or paralympique en battant l'Ukrainienne Antonina Khodzynska en finale. Par équipes, elle est éliminée par l'équipe Chinoise en quarts.
Lors des Jeux paralympiques d'été de 2020, elle est une des trois athlètes russe médaillée de bronze dans l'épreuve par équipes classe 6-8. Dans l'épreuve individuelle classe 6, elle remporte une des deux médailles de bronze décernées.
Elle possède également un titre (par équipes en 2017), quatre médailles d'argent (deux en individuel et deux par équipes) et deux médailles de bronze (une en individuel et une par équipes) au niveau mondial.

## Palmarès

### Jeux paralympiques
- médaille d'or en individuel classe 6 aux Jeux paralympiques d'été de 2012 à Londres
- médaille de bronze en individuel classe 6 aux Jeux paralympiques d'été de 2020 à Tokyo
- médaille de bronze par équipes classe 6-8 aux Jeux paralympiques d'été de 2020 à Tokyo